# Benny Dayal
Benny Dayal (Malayalam: ബെന്നി ദയാല്; nacido el 13 de mayo de 1984 en Kollam) es un cantante indio. Fue miembro de la banda S5, gandores del premio "SS Music". Ha trabajado como cantante de playback o reproducción con muchos famosos compositores para producir bandas sonoras que lo llevaron al éxito.

## Biografía
Los padres de Benny Dayal provienen del distrito de Kollam, Kerala. Benny nació y se crio en Abu Dhabi y completó sus estudios allí desde "Abu Dhabi Indian School" (ADIS) y llegó a terminar sus estudios en el "B.Com from Madras Christian College". Después de su graduación de la MCC, hizo su diplomado en periodismo en la misma universidad. Trabajaba como Coordinador de Eventos con RR Donnelley. Dejó su trabajo en el BPO y decidió dedicar su carrera a la música. La mayoría de las películas en las que interpretó fueron cantados en tamil, hindi, telugu y malayalam. Desde entonces ha trabajado con varios compositores de música, incluyendo a Harris Jayaraj, Pravin Mani, Yuvan Shankar Raja, James Vasanthan, Joshua Sridhar y Devi Sri Prasad.Currently. Benny ha trabajado con los mejores directores de música de Bollywood como Amit Trivedi, Salim-Sulaiman, Vishal Shekhar, Pritam y Himesh Reshammiya.

## Discografía

### Álbumes
- Isai
- Ithu Premamo
- Saaral (Produced by Rainbow Bridge Studios)
- Kavithai Gundar (Produced by Studio8)
- Swaasam (Hexachord)

### Canciones en Tamil
| Año  | Película                 | Canción                             | Compositor                       | Co-intérpretes(s)                           |
| ---- | ------------------------ | ----------------------------------- | -------------------------------- | ------------------------------------------- |
| 2007 | Sivaji                   | "Balleilakka"                       | A. R. Rahman                     | S. P. Balasubrahmanyam, A. R. Reihana       |
| 2007 | Polladhavan              | "Neeye Sol"                         | G. V. Prakash Kumar              | Sunitha Sarathy                             |
| 2007 | Azhagiya Tamil Magan     | "Nee Marilyn Monroe" "Maduraikku"   | A. R. Rahman                     | Ujjayinee Archith, Dharshana                |
| 2008 | Kaalai                   | "Kaala Kaala" "Vandhutaanda Kaala"  | G. V. Prakash Kumar              | Mamta Mohandas Rahul Nambiar, Silambarasan  |
| 2008 | Dhaam Dhoom              | "Pudhu Pudhu" "Thikku Thikku"       | Harris Jayaraj                   | Suchitra Sayanora Philip                    |
| 2008 | Jayamkondaan             | "Ore Or Naal"                       | Vidyasagar                       | Solo                                        |
| 2008 | Subramaniapuram          | "Theneeril Snegitham"               | James Vasanthan                  | Solo                                        |
| 2008 | Sakkarakatti             | "Taxi Taxi" "Chinnamma Chilakkamma" | A. R. Rahman                     | Blaaze, Viviane Chaix Chinmayi              |
| 2008 | Sathyam                  | "En Anbe"                           | Harris Jayaraj                   | Sadhana Sargam                              |
| 2008 | Vaaranam Aayiram         | "Adiye Kolludhae" "Yethi Yethi"     | Harris Jayaraj                   | Krish, Shruti Haasan Naresh Iyer, Solar Sai |
| 2008 | Seval                    | "Odamarathu Mullapola"              | G. V. Prakash Kumar              | Solo                                        |
| 2009 | Ayan                     | "Oyaayiyae"                         | Harris Jayaraj                   | Haricharan, Chinmayi                        |
| 2009 | Pasanga                  | "Who's That Guy"                    | James Vasanthan                  | Solo                                        |
| 2009 | Muthirai                 | "Night Is Still Young"              | Yuvan Shankar Raja               | Krish                                       |
| 2009 | Kulir 100 Degree         | "Boom"                              | BoBo Shashi                      | Abhishek Ray, BoBo Shashi                   |
| 2009 | Masilamani               | "Nacka Romba Nacka"                 | D. Imman                         | Rita                                        |
| 2009 | Kandein Kadhalai         | "Oru Naal Iravil"                   | Vidyasagar                       | Tippu                                       |
| 2009 | Aadhavan                 | "Damakku Damakku"                   | Harris Jayaraj                   | Solo                                        |
| 2009 | Ninaithale Inikkum       | "Nanbanai Partha"                   | Vijay Antony                     | Solo                                        |
| 2009 | Siddu +2                 | "Money Money"                       | Dharan                           | Reshmi                                      |
| 2009 | Paiyaa                   | "Poongatre Poongatre"               | Yuvan Shankar Raja               | Solo                                        |
| 2010 | Goa                      | "Idaivezhi Oru"                     | Yuvan Shankar Raja               | Mamta Mohandas                              |
| 2010 | Vinnaithaandi Varuvaayaa | "Omana Penne"                       | A. R. Rahman                     | Kalyani Menon                               |
| 2010 | Yathumaagi               | "Pesum Minsaram" "Yathumaagi"       | James Vasanthan                  | Solo                                        |
| 2010 | Angadi Theru             | "Kadhaigalai Pesum" "Yenge Poveno"  | G. V. Prakash Kumar Vijay Antony | Hamsika Iyer M. K. Balaji, Janaki Iyer      |
| 2010 | Raavanan                 | "Kodu Poatta" "Kedakkari"           | A. R. Rahman                     | Solo Bhagyaraj, A. R. Reihana, Tanvi Shah   |
| 2010 | Singam                   | "Naane Indhiran"                    | Devi Sri Prasad                  | Manicka Vinayagam                           |
| 2010 | Enthiran                 | "Arima Arima"                       | A. R. Rahman                     | Hariharan, Sadhana Sargam, Naresh Iyer      |
| 2010 | Mynaa                    | "Neeyum Naanum"                     | D. Imman                         | Shreya Ghoshal                              |
| 2010 | Easan                    | "Meyyana Inbam"                     | James Vasanthan                  | Sukhwinder Singh                            |
| 2010 | Chikku Bukku             | "Chikku Bukku" "Zara Zara"          | Pravin Mani                      | Rahul Nambiar, Maya, Sricharan Lavanya      |
| 2010 | Kaavalan                 | "Step Step"                         | Vidyasagar                       | Megha                                       |
| 2010 | Veppam                   | "Minnala"                           | Joshua Sridhar                   | Solo                                        |
| 2011 | Kadhal 2 Kalyanam        | "Idhu Kadhalai"                     | Yuvan Shankar Raja               | Chinmayi                                    |
| 2011 | Vaanam                   | "Who Am I"                          | Yuvan Shankar Raja               | Solo                                        |
| 2011 | Venghai                  | "Dhenam Dhenam"                     | Devi Sri Prasad                  | Baba Sehgal                                 |
| 2011 | 7aam Arivu               | "Oh Ringa Ringa"                    | Harris Jayaraj                   | Suchitra, Roshan, Jerry John                |
| 2011 | Urumi                    | "Kondaadu Kondaadu"                 | Deepak Dev                       | Rita                                        |
| 2012 | Podaa Podi               | "Podaa Podi" "Maatikittaenae"       | Dharan                           | Andrea Jeremiah Naresh Iyer, Suchitra       |
| 2012 | Kumki                    | "Yella Oorum"                       | D. Imman                         | D. Imman                                    |
| 2012 | Vishwaroopam             | "Thuppaki Engal Tholile"            | Shankar-Ehsaan-Loy               | Kamal Haasan                                |

### Otras canciones
| Año  | Películas                          | Canciones                               | Idioma    | Compositor          |
| ---- | ---------------------------------- | --------------------------------------- | --------- | ------------------- |
| 2006 | Kilukkam Kilukilukkam              | "Paatonnu Paadan Marannathende"         | Malayalam | Deepak Dev          |
| 2008 | Jaane Tu... Ya Jaane Na            | "Pappu Can't Dance Sala"                | Hindi     | A. R. Rahman        |
| 2008 | Golmaal Returns                    | "Vacancy"                               | Hindi     | Pritam              |
| 2008 | Yuvvraaj                           | "Mastam Mastam" "Tu Meri Dost Hai"      | Hindi     | A. R. Rahman        |
| 2008 | Ghajini                            | "Kaise Mujhe"                           | Hindi     | A. R. Rahman        |
| 2009 | Robinhood                          | "Parannu Vanna Paingili"                | Malayalam | M. Jayachandran     |
| 2009 | Rocket Singh: Salesman of the Year | "Pocket Mein Rocket"                    | Hindi     | Salim-Sulaiman      |
| 2009 | Pyaar Impossible!                  | "You and Me"                            | Hindi     | Salim-Sulaiman      |
| 2009 | Love Guru                          | "Tangaali Tandeya" "Romeokalige Juliet" | Kannada   | Joshua Sridhar      |
| 2010 | Ye Maaya Chesave                   | "Kundanapu Bomma"                       | Telugu    | A. R. Rahman        |
| 2010 | Badmaash Company                   | "Badmaash Company"                      | Hindi     | Pritam              |
| 2010 | Darling                            | "Gum Gum Yeyo"                          | Telugu    | G. V. Prakash Kumar |
| 2010 | Apoorvaragam                       | "Noolilla Pattangal"                    | Malayalam | Vidyasagar          |
| 2010 | Orange                             | "O Range"                               | Telugu    | Harris Jayaraj      |
| 2010 | Gaana Bajaana                      | "Gundetu Gundetu"                       | Kannada   | Joshua Sridhar      |
| 2010 | Huduga Hudugi                      | "Illeana"                               | Kannada   | Joshua Sridhar      |
| 2010 | Kaaryasthan                        | "Mangalangal"                           | Malayalam | Berny-Ignatius      |
| 2010 | Band Baaja Baaraat                 | "Tarkeebein" "Dum Dum Mast Hai"         | Hindi     | Salim-Sulaiman      |
| 2011 | 'Prema Kavali                      | "Dum Dum"                               | Telugu    | Anoop Rubens        |
| 2011 | Seniors                            | "Aaramam Nirangal"                      | Malayalam | Alphons Joseph      |
| 2011 | Mere Brother Ki Dulhan             | "Choomantar"                            | Hindi     | Sohail Sen          |
| 2011 | Teja Bhai & Family                 | "Thillana Thillana"                     | Malayalam | Deepak Dev          |
| 2011 | Oh My Friend                       | "Nuvvu Nenu Jattu"                      | Telugu    | Rahulraj            |
| 2011 | Aazaan                             | "Habibi Habibi"                         | Hindi     | Salim-Sulaiman      |
| 2011 | Ladies vs Ricky Bahl               | "Aadat Se Majboor"                      | Hindi     | Salim-Sulaiman      |
| 2012 | Daruvu                             | "Sexy lady"                             | Telugu    | Vijay Antony        |
| 2012 | Jodi Breakers                      | "Jab Main Tumhare Saath Hu"             | Hindi     | Salim-Sulaiman      |
| 2012 | Ek Main Aur Ekk Tu                 | "Ek Main Aur Ekk tu"                    | Hindi     | Amit Trivedi        |
| 2012 | Lovely                             | "Dolare Dola"                           | Telugu    | Anoop Rubens        |
| 2012 | Cocktail                           | "Daaru Desi"                            | Hindi     | Pritam              |
| 2012 | Heroine                            | "Tujhpe Fida"                           | Hindi     | Salim-Sulaiman      |
| 2012 | Student of the Year                | "The Disco Song"                        | Hindi     | Vishal–Shekhar      |
| 2013 | Race 2                             | "Lat Lag Gayi"                          | Hindi     | Pritam              |
| 2013 | Yeh Jawaani Hai Deewani            | "Badtameez Dil"                         | Hindi     | Pritam              |

## Premios
- 54th Filmfare Awards – RD Burman Award for New Music Talent - Life sahi hai (Pyar ka Punchnama)

- 2009 Stardust Awards - Max Stardust Awards for New Musical Sensation (Pappu can't dance/Jaane Tu Ya Jaane Na)[1]